# Eduardo Meana
Eduardo Meana (Argentina, 28 de septiembre de 1959) es un sacerdote católico salesiano y cantautor de música católica. También es cofundador de un centro de espiritualidad juvenil en la ciudad de Buenos Aires.

## Música católica
El padre Meana ha compuesto varias canciones católicas dirigidas principalmente a los jóvenes algunas de las cuales son ampliamente conocidas entre católicos como «En mi Getsemaní», «Esto que soy, eso te doy», entre otras.